# Jean-Louis Schiltz
Pour les articles homonymes, voir Schiltz.
Jean-Louis Schiltz, né le 14 août 1964 à Luxembourg (Luxembourg), est un avocat et homme politique luxembourgeois, membre du Parti populaire chrétien-social (CSV).

## Biographie

### Activités professionnelles
En juillet 2019, Jean-Louis Schiltz est nommé vice-président de la Fédération de l'industrie luxembourgeoise (FEDIL) à la suite des départs de Nicolas Buck et Michel Wurth.

### Carrière politique
Il est élu pour la première fois à la Chambre des députés lors des élections législatives du 13 juin 2004. Cependant, il ne siège pas en raison de sa nomination au gouvernement. Il est remplacé par Marcel Sauber dans la circonscription Centre à partir du 31 juillet 2004. Réélu lors des élections du 7 juin 2009, il siège au Parlement jusqu'au 1er mars 2011, date à laquelle il démissionne pour des raisons personnelles, il est ensuite remplacé par Diane Adehm.
Du 31 juillet 2004 au 22 février 2006, Jean-Louis Schiltz est ministre de la Coopération et de l’Action humanitaire et ministre délégué aux Communications puis, du 22 février 2006 au 23 juillet 2009, ministre de la Coopération et de l’Action humanitaire, ministre des Communications et ministre de la Défense au sein du gouvernement dirigé par Jean-Claude Juncker.

### Vie privée
Il est marié et père de trois enfants.